# Saint-Ouen-de-la-Cour

Saint-Ouen-de-la-Cour este o comună în departamentul Orne, Franța. În 1 ianuarie 2018 avea o populație de 59 de locuitori.